# Business Broker
Ein Business Broker bzw. Unternehmensvermittler ist ein Mittelsmann bei Verkäufen von kleinen und mittleren Unternehmen (KMU). Der Business Broker (eine Person oder ein Unternehmen) sucht im Auftrag des Eigentümers einen Käufer für das Unternehmen und begleitet den Verkaufsprozess bis zum erfolgreichen Abschluss. Unternehmensvermittler werden vor allem im Umfeld der Unternehmensnachfolge tätig. Die Dienstleistung der Unternehmensvermittlung geht oft mit komplementären Dienstleistungen wie der Unternehmensbewertung einher.
Die Tätigkeit eines Business Brokers kann mit der eines Immobilienmaklers verglichen werden. Während ein Immobilienmakler Grundstücke vermarktet, wickelt ein Business Broker den Verkauf von Unternehmen ab. Wird das Unternehmen erfolgreich verkauft, erhält der Business Broker eine vereinbarte Provision. Die aktive Vermarktung und das Erzielen des bestmöglichen Verkaufspreises stehen im Zentrum seiner Tätigkeit. Business Brokerage wird in den USA, Australien, Neuseeland, England und der Schweiz bereits seit Jahren praktiziert. 